# Seznam kulturních památek ve Starém Městě pod Landštejnem
Tento seznam nemovitých kulturních památek v obci Staré Město pod Landštejnem v okrese Jindřichův Hradec vychází z  Ústředního seznamu kulturních památek ČR, který na základě zákona č. 20/1987 Sb., o státní památkové péči, vede Národní památkový ústav jako ústřední organizace státní památkové péče. Údaje jsou průběžně upřesňovány, přesto mohou obsahovat i řadu věcných a formálních chyb a nepřesností či být neaktuální. 
Pokud byly některé části dotčeného území vyčleněny do samostatných seznamů, měly by být odkazy na tyto dílčí seznamy uvedeny v úvodu tohoto seznamu nebo v úvodu příslušné sekce seznamu.

## Staré Město pod Landštejnem
|  | Kategorie „Church of the Assumption (Staré Město pod Landštejnem) “ na Wikimedia Commons | Hledat fotografie a kategorie ve Wikimedia Commons podle rejstříkového čísla památky | Nahrát snímek k tomuto tématu do úložiště Wikimedia Commons |  |

|  |  | Hledat fotografie a kategorie ve Wikimedia Commons podle rejstříkového čísla památky | Nahrát snímek k tomuto tématu do úložiště Wikimedia Commons |  |

|  | Kategorie „Chapel of Saint John of Nepomuk (Staré Město pod Landštejnem) “ na Wikimedia Commons | Hledat fotografie a kategorie ve Wikimedia Commons podle rejstříkového čísla památky | Nahrát snímek k tomuto tématu do úložiště Wikimedia Commons |  |

|  |  | Hledat fotografie a kategorie ve Wikimedia Commons podle rejstříkového čísla památky | Nahrát snímek k tomuto tématu do úložiště Wikimedia Commons |  |

|  |  | Hledat fotografie a kategorie ve Wikimedia Commons podle rejstříkového čísla památky | Nahrát snímek k tomuto tématu do úložiště Wikimedia Commons |  |

|  | Kategorie „Dobrohoř “ na Wikimedia Commons | Hledat fotografie a kategorie ve Wikimedia Commons podle rejstříkového čísla památky | Nahrát snímek k tomuto tématu do úložiště Wikimedia Commons |  |

|  |  | Hledat fotografie a kategorie ve Wikimedia Commons podle rejstříkového čísla památky | Nahrát snímek k tomuto tématu do úložiště Wikimedia Commons |  |

|  | Kategorie „Jewish cemetery in Staré Město pod Landštejnem “ na Wikimedia Commons | Hledat fotografie a kategorie ve Wikimedia Commons podle rejstříkového čísla památky | Nahrát snímek k tomuto tématu do úložiště Wikimedia Commons |  |

## Pernárec
| Památka            | Fotografie        | Rejstříkové číslo v ÚSKP                                                             | Sídelní útvar                                               | Poloha                                                                                                   | Popis a poznámky |
| ------------------ | ----------------- | ------------------------------------------------------------------------------------ | ----------------------------------------------------------- | --- | --- |
| Milník (Q38490282) | \| \| \| \| \| \| | 19586/3-2366 Pam. katalog MIS                                                        | Pernárec                                                    | býv. Ruppův mlýn, Pernárec pp. 383/1, Staré Město pod Landštejnem 48°59′12,33″ s. š., 15°14′57,01″ v. d. | Milník u rozcestí silnice Dobrohoř – Veclov a cesty na Pernárec, u potoka Pstruhovce, u trojmezí katastrálních území Pernárec, Dětříš a Staré Město pod Landštejnem. · Zapsáno do státního seznamu před rokem 1988. |
|                    |                   | Hledat fotografie a kategorie ve Wikimedia Commons podle rejstříkového čísla památky | Nahrát snímek k tomuto tématu do úložiště Wikimedia Commons | | |

## Podlesí
| Památka               | Fotografie                                                                               | Rejstříkové číslo v ÚSKP                                                             | Sídelní útvar                                               | Poloha                                                                                                   | Popis a poznámky                                         |
| --------------------- | ---------------------------------------------------------------------------------------- | ------------------------------------------------------------------------------------ | ----------------------------------------------------------- | --- | -------------------------------------------------------- |
| Boží muka (Q38048855) | \| \| \| \| \| \|                                                                        | 28958/3-2213 Pam. katalog MIS                                                        | Podlesí                                                     | při silnici do Starého Města, za východním okrajem vsi, pp. 1219/2 49°0′12,85″ s. š., 15°14′29,14″ v. d. | Boží muka · Zapsáno do státního seznamu před rokem 1988. |
|                       | Kategorie „Column shrine in Podlesí (Staré Město pod Landštejnem) “ na Wikimedia Commons | Hledat fotografie a kategorie ve Wikimedia Commons podle rejstříkového čísla památky | Nahrát snímek k tomuto tématu do úložiště Wikimedia Commons | |                                                          |

## k. ú. Pomezí pod Landštejnem

### Pomezí
| Památka                                             | Fotografie                                                                  | Rejstříkové číslo v ÚSKP                                                             | Sídelní útvar                                               | Poloha                                                       | Popis a poznámky |
| --------------------------------------------------- | --------------------------------------------------------------------------- | ------------------------------------------------------------------------------------ | ----------------------------------------------------------- | ------------------------------------------------------------ | --- |
| Zřícenina kostela svatého Jana Křtitele (Q21704570) | \| \| \| \| \| \|                                                           | 26519/3-2214 Pam. katalog MIS                                                        | Pomezí                                                      | Pomezi 19, na hřbitově 49°1′29,17″ s. š., 15°13′35,07″ v. d. | Kostel sv. Jana Křtitele, zřícenina · Poznámka: Parcelní číslo v MonumNetu neuvedeno · Zapsáno do státního seznamu před rokem 1988. |
|                                                     | Kategorie „Church of Saint John the Baptist (Pomezí) “ na Wikimedia Commons | Hledat fotografie a kategorie ve Wikimedia Commons podle rejstříkového čísla památky | Nahrát snímek k tomuto tématu do úložiště Wikimedia Commons |                                                              | |

### Landštejn
| Památka                  | Fotografie                                         | Rejstříkové číslo v ÚSKP                                                             | Sídelní útvar                                               | Poloha                                            | Popis a poznámky |
| ------------------------ | -------------------------------------------------- | ------------------------------------------------------------------------------------ | ----------------------------------------------------------- | ------------------------------------------------- | --- |
| Hrad Landštejn (Q366444) | \| \| \| \| \| \|                                  | 25364/3-2211 Pam. katalog MIS                                                        | Landštejn                                                   | Landštejn 2 49°1′26,31″ s. š., 15°13′49,69″ v. d. | Hrad Landštejn, zřícenina a archeologické stopy: - st. 22/1: dům u I. brány (čp. 2), konírny, kovárna, brána I, brána II, průjezd u 2. brány - st. 22/2: renesanční palác, věž s kaplí, gotický palác, bergfrit, donjon, brána III, brána IV, věž u III. brány, předsunutá zemní bašta, studna - st. 35: sklep - pp. 541/5: předsunutá zemní bašta, příkop, vnější opevnění s baštami na západní straně - pp. 542: vnější opevnění s baštami na východní straně, parkánová zeď s věžemi, ohradní zeď ve východním příkopu - pp. 543: parkán, parkánová zeď s věžemi - pp. 544: příkop, hradební zeď - pp. 545: příkop, vnější opevnění s baštami na západní straně, brána do příkopu - pp. 546, 547/1, 547/2, 697/3 - pp. 846/2: přístupová cesta ke hradu · Poznámka: MonumNet neuvádí číslo popisné. · Zapsáno do státního seznamu před rokem 1988. |
|                          | Kategorie „Landštejn Castle “ na Wikimedia Commons | Hledat fotografie a kategorie ve Wikimedia Commons podle rejstříkového čísla památky | Nahrát snímek k tomuto tématu do úložiště Wikimedia Commons |                                                   | |